# Tony Stewart

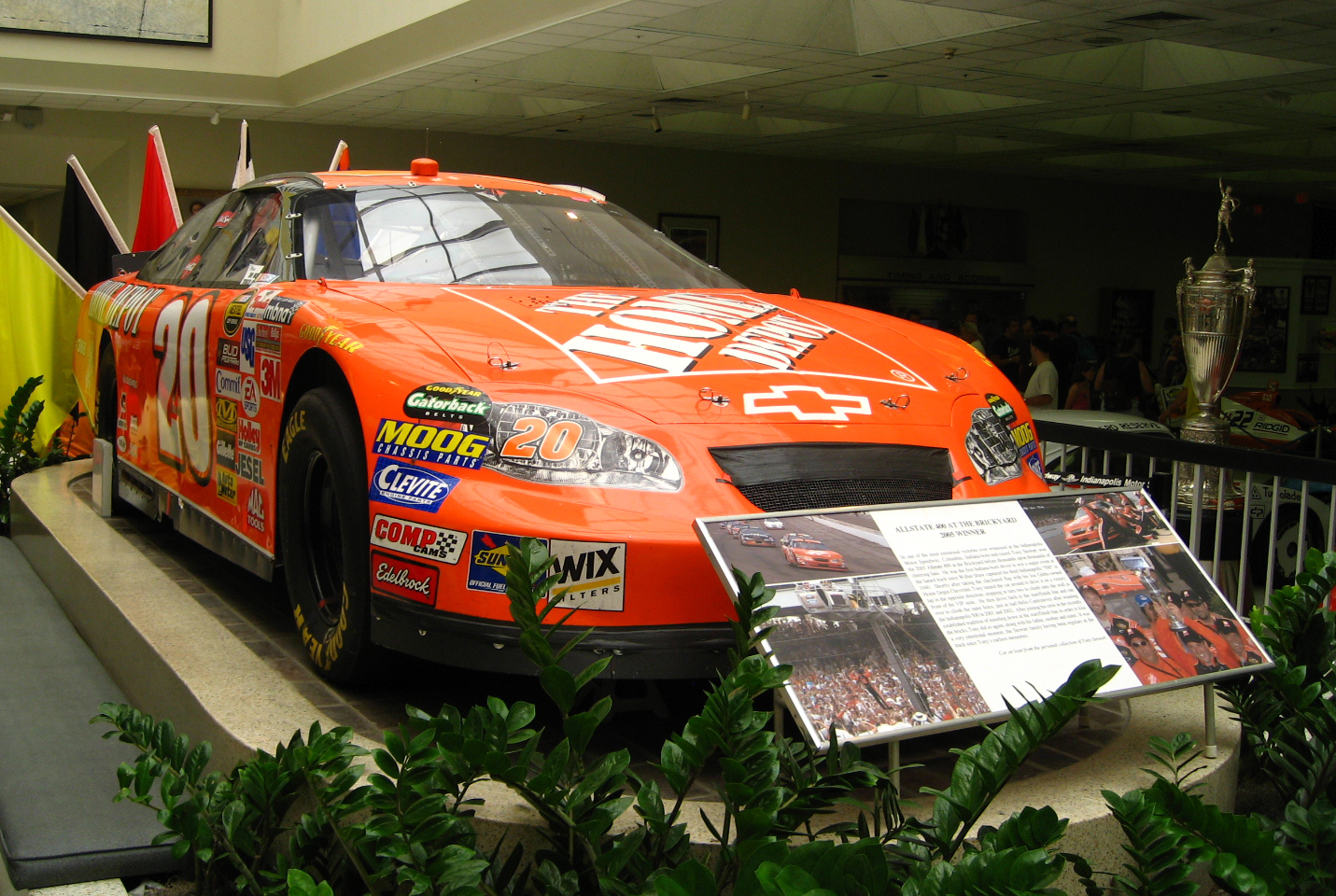
Chevrolet con el que ganó las 400 Millas de Brickyard de 2005.

Anthony Wayne Stewart (Columbus, Indiana, Estados Unidos; 20 de mayo de 1971), más conocido como Tony Stewart, es un piloto de automovilismo de velocidad estadounidense. Ha ganado títulos en varias categorías de óvalos, en particular la Copa NASCAR en 2002, 2005 y 2011, además de resultar segundo en dicho certamen en 2001, cuarto en 1999 y sexto en 2000, 2004, 2007 y 2009. También es copropietario del equipo Stewart-Haas Racing, para el que corrió desde 2009 hasta su retiro en 2016.
Ha acumulado 49 victorias en la Copa NASCAR, todas ellas salvo dos para las marcas Pontiac y Chevrolet de General Motors, así como 187 top 5. Nunca venció en las 500 Millas de Daytona ni las 600 Millas de Charlotte, aunque sí cuatro en las 400 Millas de Daytona y una en las 500 Millas de Charlotte de 2003, además de las 400 Millas de Brickyard de 2005 y 2007.
También ganó tres veces el Shootout de Daytona de 2001, 2002 y 2007, y triunfó en la Carrera de las Estrellas de la NASCAR de 2009. Se lo considera uno de los especialistas en circuitos mixtos:  acumuló ocho victorias y cinco segundos lugares en 34 carreras disputadas en Watkins Glen y Sears Point.
Por otra parte, Stewart logró tres victorias y siete podios en la Indy Racing League, resultando campeón en la temporada 1996/97. Acabó quinto en las 500 Millas de Indianápolis de 1997 y sexto en 2001.
La prensa lo apoda Smoke ("Humareda"), por hacer patinar las ruedas en las carreras en tierra y luego por fundir varios motores en 1997. Está casado con la piloto de arrancones Leah Pruett desde 2021. Ella competirá en la NHRA para Tony Stewart Racing a partir de la temporada 2022.

## Inicios
Sus primeros pasos en el automovilismo fueron en el karting, donde ganó un título de la World Karting Association en 1987. Luego corrió en midgets, donde cosechó varios éxitos en el USAC: fue Novato del Año 1991, quinto en 1994, campeón nacional de midgets en 1994, y campeón nacional de midgets, sprint, Silver Crown y como consecuencia la Triple Corona en 1995.

## IndyCar y NASCAR Busch
Desde 1996 hasta 1998, Stewart disputó las tres primeras temporadas de la recién creada IndyCar Series. Llegó segundo en su primera carrera; fue campeón 1996/97 con una victoria, un segundo puesto y dos quintos, uno de ellos en las 500 Millas de Indianápolis; y terminó tercero en 1998 con dos victorias y cuatro podios.
Aprovechando el reducido calendario de la IndyCar, esos años compitió también en la NASCAR Busch Series, la segunda divisional de stock cars. En 1996, disputó nueve fechas en un Pontiac. Al año siguiente corrió nueve para la misma marca, con un segundo lugar y dos top 10 como mejores resultados.
El equipo de Joe Gibbs contrató a Stewart para correr la mayor parte de la NASCAR Busch Series en 1998, nuevamente en un Pontiac, con el cual consiguió cinco top 5.

## Copa NASCAR: Gibbs
Su actuación motivó que Gibbs lo hiciera ascender a la Copa NASCAR para 1999, y que disputara únicamente dos carreras de la IndyCar, las 500 Millas de Indianápolis de 1999 y 2001, llegando sexto respectivamente. Su primer año en la Copa NASCAR fue exitosa, al ganar tres carreras, llegar 12 veces entre los primeros cinco, y terminar cuarto en el campeonato, el mejor resultado para un novato de la categoría hasta entonces.
Ese año, disputó ambas carreras ovales clásicas en el Memorial Day: las 500 Millas de Indianápolis, donde terminó noveno, y las 600 Millas de Charlotte, que finalizó cuarto, aunque no logró completar los casi 1.800 km.
En 2000, Stewart mejoró aún más su actuación en la Copa NASCAR al ganar seis carreras, más que todos sus rivales, pero sus 12 top 5 no le bastaron para pelear por el título y terminó sexto.
El indianés ganó tres carreras de la Copa NASCAR en 2001 y llegó 15 veces entre los primeros 5, con lo cual fue trepando de posiciones y concluyó subcampeón. Por segunda vez, corrió las 500 Millas de Indianápolis y las 600 Millas de Charlotte el mismo domingo, las cuales completó con un sexto lugar en su tierra natal para Ganassi y un tercer puesto en el óvalo sureño.
Stewart volvió a conseguir tres triunfos y 15 top 5 en la Copa NASCAR 2002, pero esta vez eso le bastó para ganar su primera Copa NASCAR.
Gibbs pasó de Pontiac a Chevrolet en 2003, manteniendo a Stewart en la escuadra. Ese año terminó séptimo en el certamen con dos victorias, y en 2004 ganó nuevamente dos veces para finalizar sexto. El indianés ganó cinco carreras de la Copa NASCAR en 2005, llegó quinto o mejor en 17 y décimo o mejor en 25, con lo cual obtuvo su segundo título en el torneo. Ese año, adoptó la costumbre de Hélio Castroneves de trepar la reja de contención de la tribuna principal como festejo de sus victorias.
Pese a ganar cinco carreras y cosechar 15 top 5 en 2006, Stewart se colocó 11º en la fecha previa a la Caza por la Copa, por lo cual quedó fuera de la fase final y quedó estancado en esa posición. En 2007, ganó tres carreras y terminó sexto en el campeonato.
Gibbs se convirtió en el equipo principal de la marca japonesa Toyota en la temporada 2008 de la Copa NASCAR, cuando la categoría adoptó el nuevo reglamento de automóviles. Ese año obtuvo una única victoria, 10 top 5 y solamente 16 top 10, sus peores marcas en la categoría. De esta manera, concluyó noveno en el certamen.

## Copa NASCAR: Stewart-Haas
El cambio de marca no le agradó al piloto. Por ello, decidió comprar parte del equipo Gene Haas, que siempre corrió con marcas de General Motors, y disputar la temporada 2009 al volante de un Chevrolet número 14, dejando atrás al 20 que había usado desde su debut en la Copa NASCAR. Ese año, ganó cuatro carreras, llegó quinto o mejor en 15 y décimo o mejor en 23. No obstante, un mal tercio final de temporada lo dejó en sexta ubicación. El indianés ganó dos carreras en 2010 y llegó ente los primeros cinco en apenas nueve, pese a lo cual resultó séptimo.
En 2011, Stewart comenzó la Caza por la Copa en noveno lugar, pero ganó cinco de las diez fechas finales y tercero en una, con la cual batió a Carl Edwards de Ford, más regular pero menos victorioso, y obtuvo su tercera Copa NASCAR. El piloto finalizó noveno en 2012, con un total de tres victorias y 12 top 5.
En 2013, empezó mal la temporada con un top 10 en las primeras 11 carreras, sin embargo logró una victoria en Dover, y a partir de ahí se recuperaría. En la 21ª fecha, se ubicaba 11º en el campeonato, con muchas posibilidades de obtener el comodín por victorias y así entrar en la Caza. Sin embargo, en el 5 de agosto se vio involucrado en un choque en una carrera de automóviles sprint en Oskaloosa, Iowa, fracturándose la tibia y el peroné de la pierna derecha. Esa lesión lo marginó de lo que quedaba de la temporada.
Logró 3 top 5 y 7 top 10 en 2014, de modo que Stewart finalizó 25º en el campeonato, siendo la primera temporada en la que el piloto no logra un triunfo. Sin embargo, el 2014 fue otro año difícil para el indiano al verse involucrado en un accidente de carrera el 9 de agosto con el competidor Kevin Ward Jr., en una carrera de autos sprint en el óvalo de Canandaigua, donde Kevin perdió la vida. Se inició un proceso de investigación de las autoridades para deslindar responsabilidades, y finalmente la Justicia no le declararon cargos en contra de Stewart.
Stewart quedó nuevamente fuera de la Caza por la Copa NASCAR 2015, concluyendo 28º en el campeonato con 3 top 10. En 2016, se perdió las primeras ocho carreras debido a la fractura de la columna vertebral en un viaje en un vehículo todo terreno en el desierto de Arizona. Luego, ganó en Sonoma y se clasificó a la Caza. Quedando afuera en primera ronda, Stewart resultó 15º en el campeonato con 5 top 5.

## Otras actividades
Además de las 500 Millas de Indianápolis, Stewart ha competido en otras carreras desde su entrada a la Copa NASCAR. Desde 2003, participó en algunas carreras de la segunda división de la NASCAR, ahora llamada Xfinity. Ganó cinco de ellas en 2008, más una en los demás años a partir de 2005, excepto en 2007. Corrió cinco años la International Race of Champions, donde terminó primero en 2006, segundo en 2002, tercero en 2000 y sexto en 1998 y 2002, con 4 victorias y 10 top 10 en 20 carreras disputadas.
En 2004, llegó quinto en las 24 Horas de Daytona de la Grand-Am Rolex Sports Car Series, y tercero en las 250 Millas Paul Revere en un Crawford-Chevrolet. En 2005 llegó tercero en las 24 Horas de Daytona. 
También continúa disputando carreras de automóviles sprint, midgets y late models con su propio equipo, Tony Stewart Racing, que fundó en 2012. Ganó el Turkey Night Grand Prix de 2000, el Chili Bowl Nationals de 2002 y 2007, y el Prelude to the Dream de 2006, 2008 y 2009. Su equipo ganó varios campeonatos del USAC y el World of Outlaws, con pilotos como Donny Schatz, Dave Steele, J.J. Yeley y Danny Lasoski.
En 2004 compró Eldora Speedway, uno de los óvalos de tierra con mayor tradición del país. Él es copropietario también de los óvalos de Paducah y Macon. En 2016 compró el All Star Circuit of Champions, un campeonato de sprint cars. Es cofundador del Superstar Racing Experience, un campeonato de stock cars que se realiza desde 2021.